# Дзінкі
Дзінкі (яп. 神亀 — дзінкі, «божественна черепаха») — ненґо, девіз правління імператора Японії з 724 по 729 роки.

## Хронологія
- 1 рік (724) — утворення провінції Муцу (регіон Тохоку). Заснування замку Таґа.
- 4 рік (727) — перше посольство корейської держави Бохай до Японії.
- 6 рік (729) — повстання принца Нагая-о.

## Порівняльна таблиця
| Роки Дзінкі             | 1    | 2    | 3    | 4    | 5    | 6    |
| Григоріанський календар | 724  | 725  | 726  | 727  | 728  | 729  |
| Китайський календар     | 甲子 | 乙丑 | 丙寅 | 丁卯 | 戊辰 | 己巳 |